# Cerkiew Opieki Matki Bożej w Wołowcu
Cerkiew pod wezwaniem Opieki Matki Bożej – dawna cerkiew greckokatolicka w Wołowcu, zbudowana w XVIII wieku.
Od lat 1960. prawosławna cerkiew filialna. Należy do parafii Świętych Kosmy i Damiana w Bartnem, w dekanacie Gorlice diecezji przemysko-gorlickiej Polskiego Autokefalicznego Kościoła Prawosławnego. 
Cerkiew znajduje się na szlaku architektury drewnianej województwa małopolskiego.

## Historia
Cerkiew w Wołowcu została wzniesiona w XVIII wieku jako świątynia parafii greckokatolickiej. W 1927, gdy większość mieszkańców Wołowca przeszła do Polskiego Autokefalicznego Kościoła Prawosławnego w czasie tzw. schizmy tylawskiej, cerkiew pozostała w rękach greckokatolickiej mniejszości. Po akcji „Wisła” obiekt został zaadaptowany na owczarnię i oborę. Miejscowy PGR zgodził się jednak oddać budynek grupie prawosławnych Łemków, którzy wrócili do Wołowca po 1958. Remont obiektu został przeprowadzony w 1964, kiedy to całkowicie rozebrano zniszczone prezbiterium, zastępując je nowym cztery lata później. Poważny remont cerkwi miał miejsce w latach 1990–1991. W 2009 świątynia stała się wyłączną własnością Kościoła Prawosławnego.

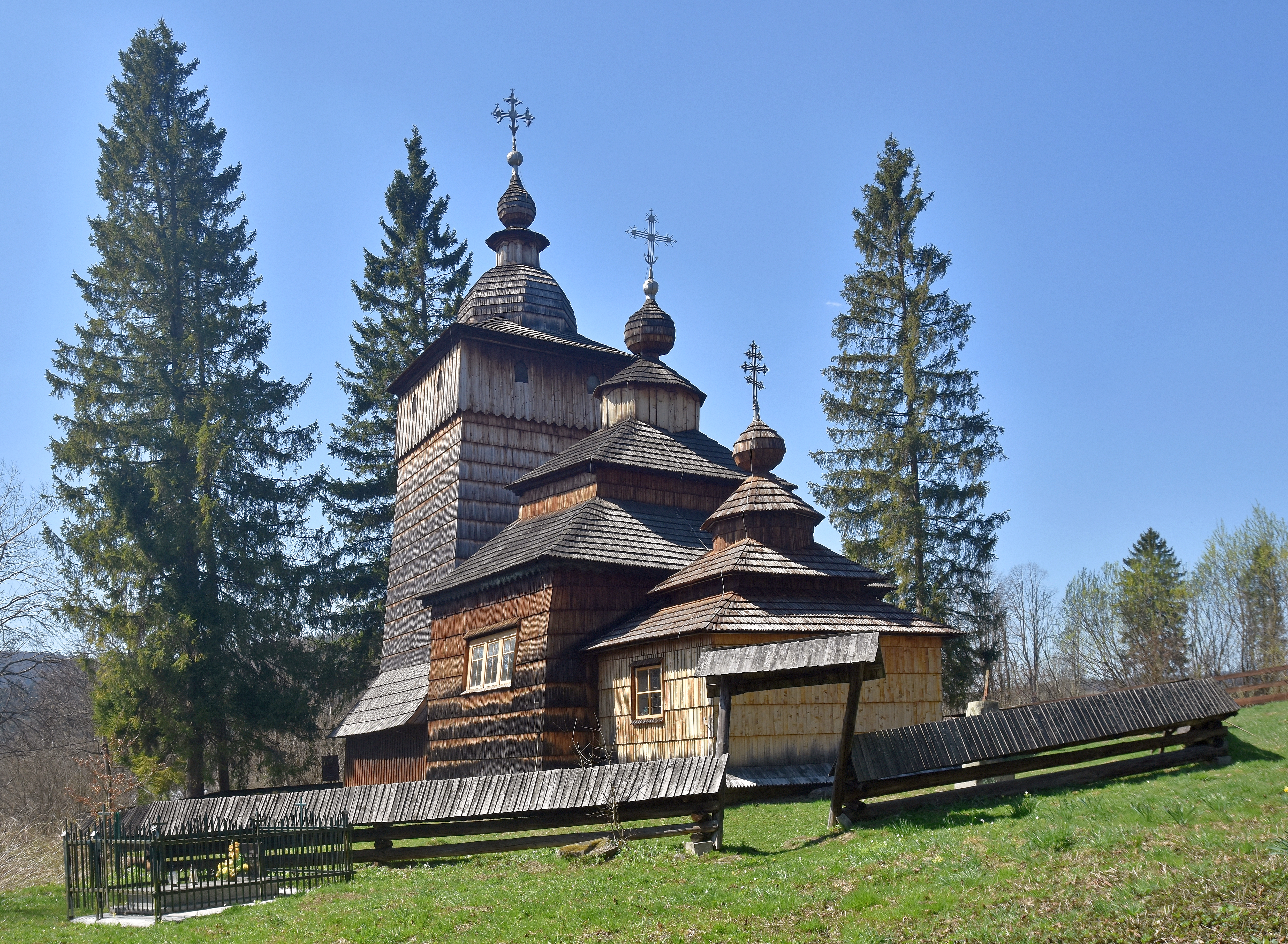
Widok ogólny
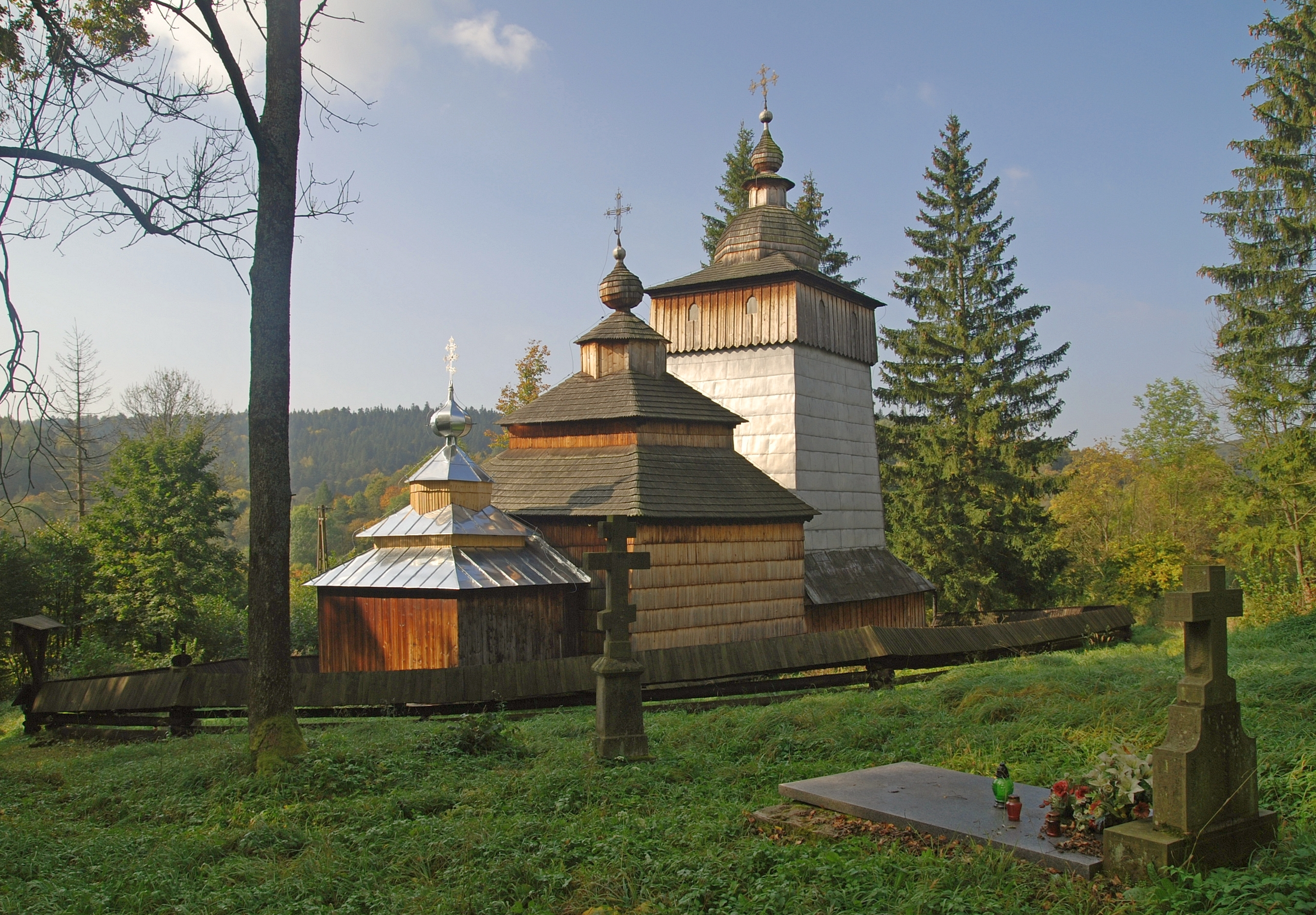
Widok od cmentarza
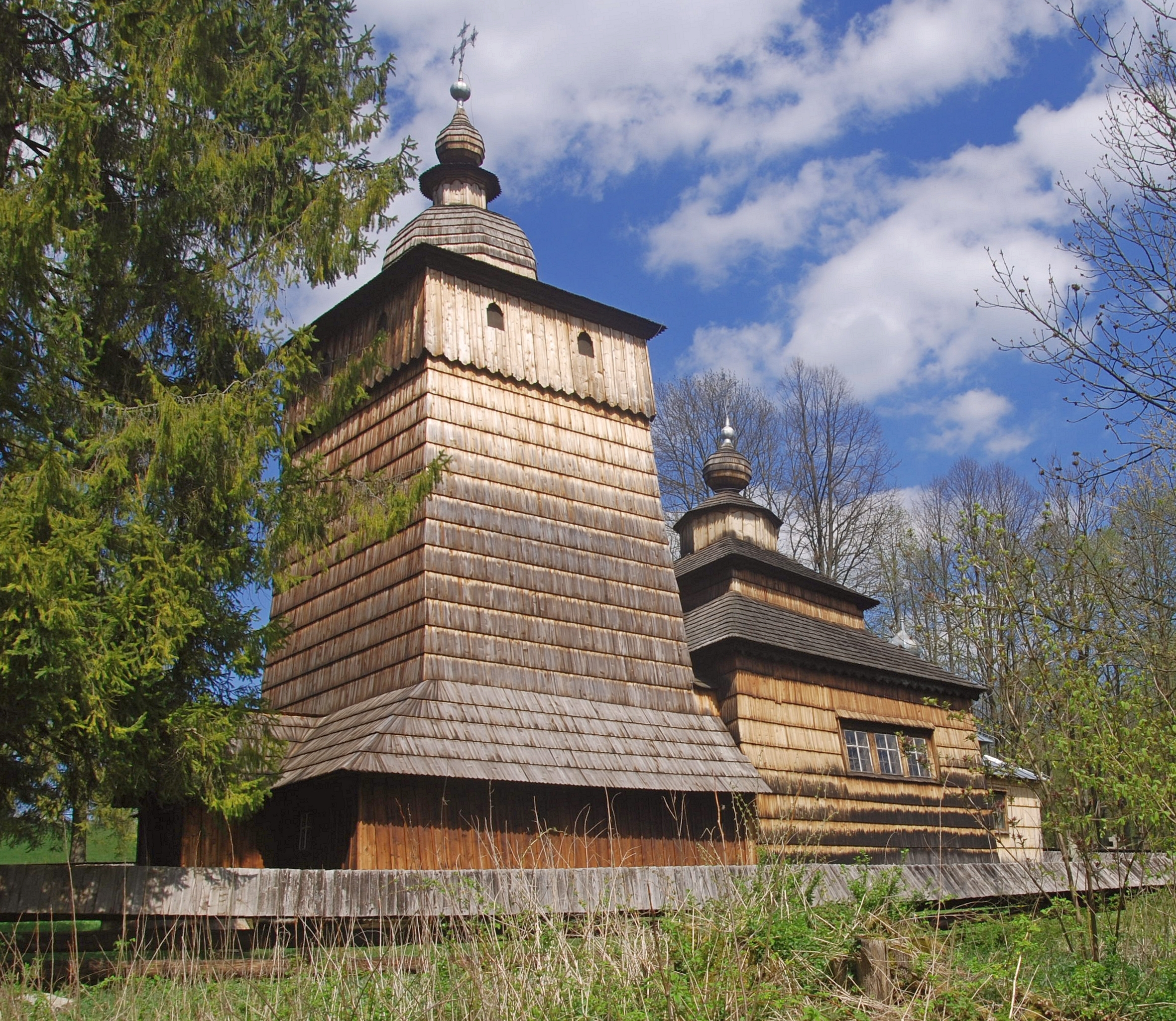
Elewacja frontowa

## Architektura
Cerkiew w Wołowcu jest trójdzielna (prezbiterium, nawa główna, babiniec), orientowana, z wieżą umieszczoną nad przedsionkiem i pseudolatarnią na jej szczycie oraz łamanym namiotowym dachem. Niewielkie cebulaste kopuły znajdują się również nad nawą oraz prezbiterium. Okna w cerkwi są prostokątne i zgrupowane po trzy na bocznych ścianach nawy, znacznie szerszej od prezbiterium. Na ścianach wewnętrznych świątyni zachowała się XIX-wieczna polichromia ze scenami wizji Konstantyna Wielkiego, wzięcia proroka Eliasza do nieba na ognistym rydwanie oraz przejścia konnych wojsk Jozuego przez Jordan. Ikonostas pochodzi z XVIII wieku.
Cerkiew wpisano do rejestru zabytków 29 stycznia 1987 pod numerem A-476. 

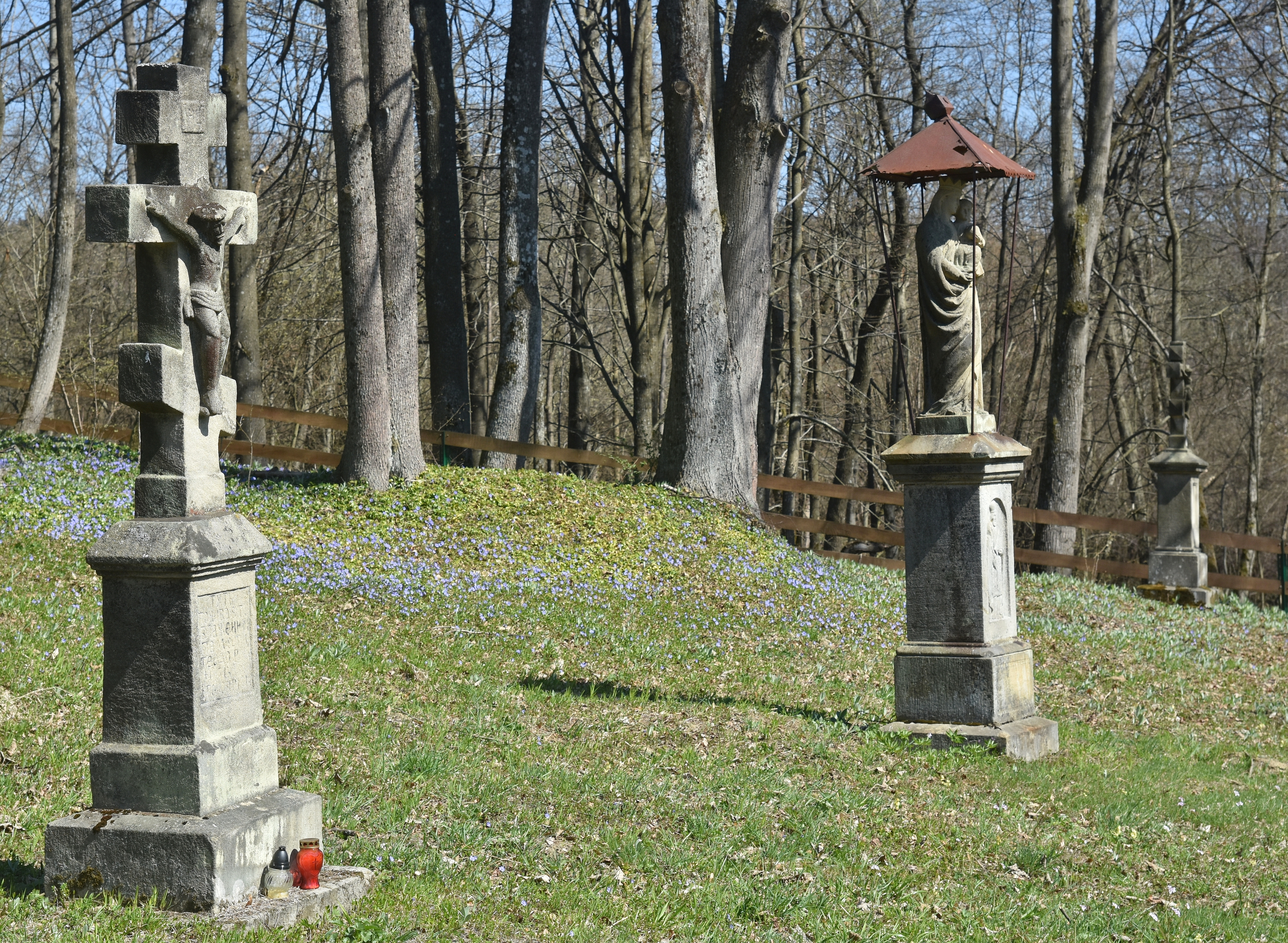
Przycerkiewny cmentarz
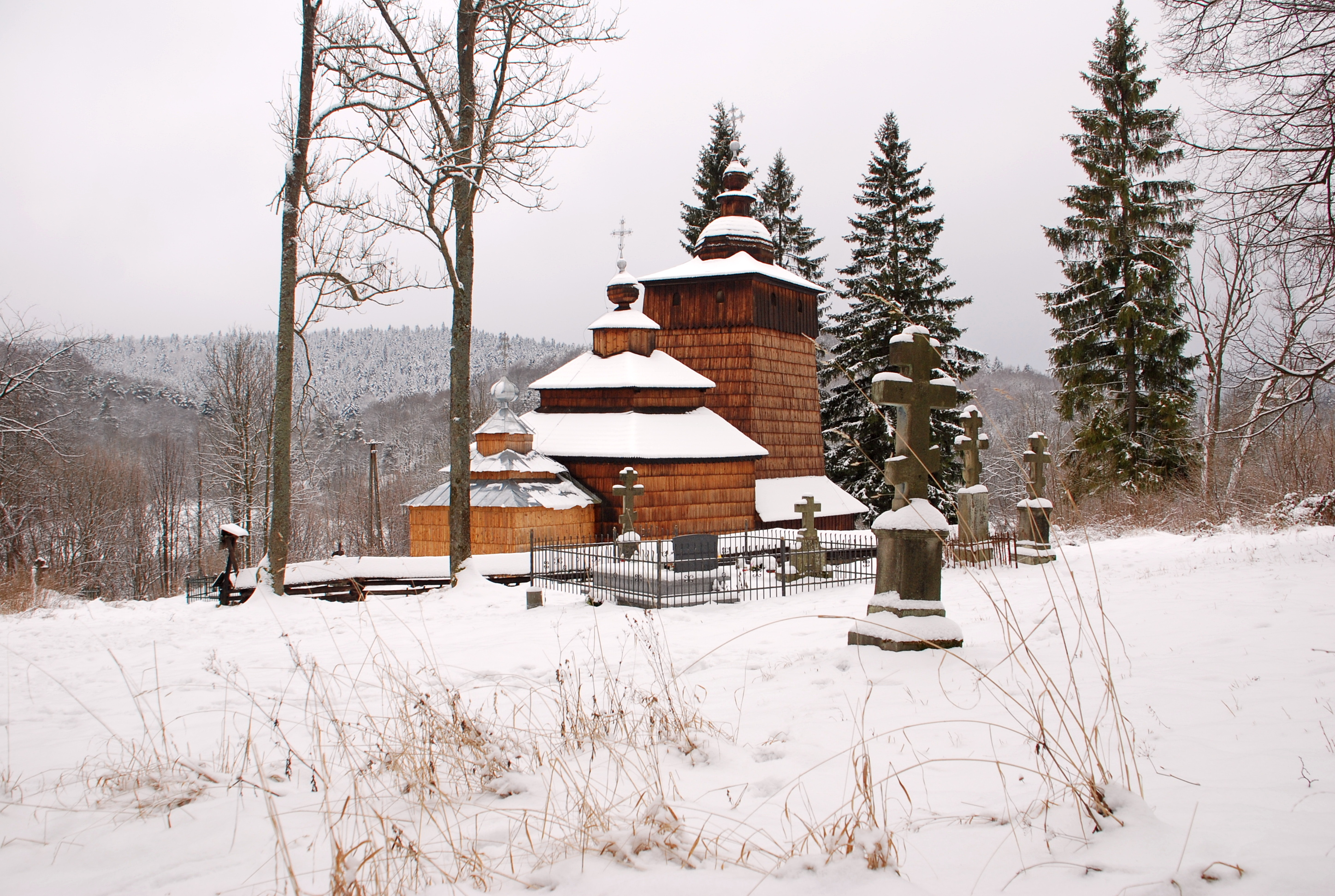
W zimie
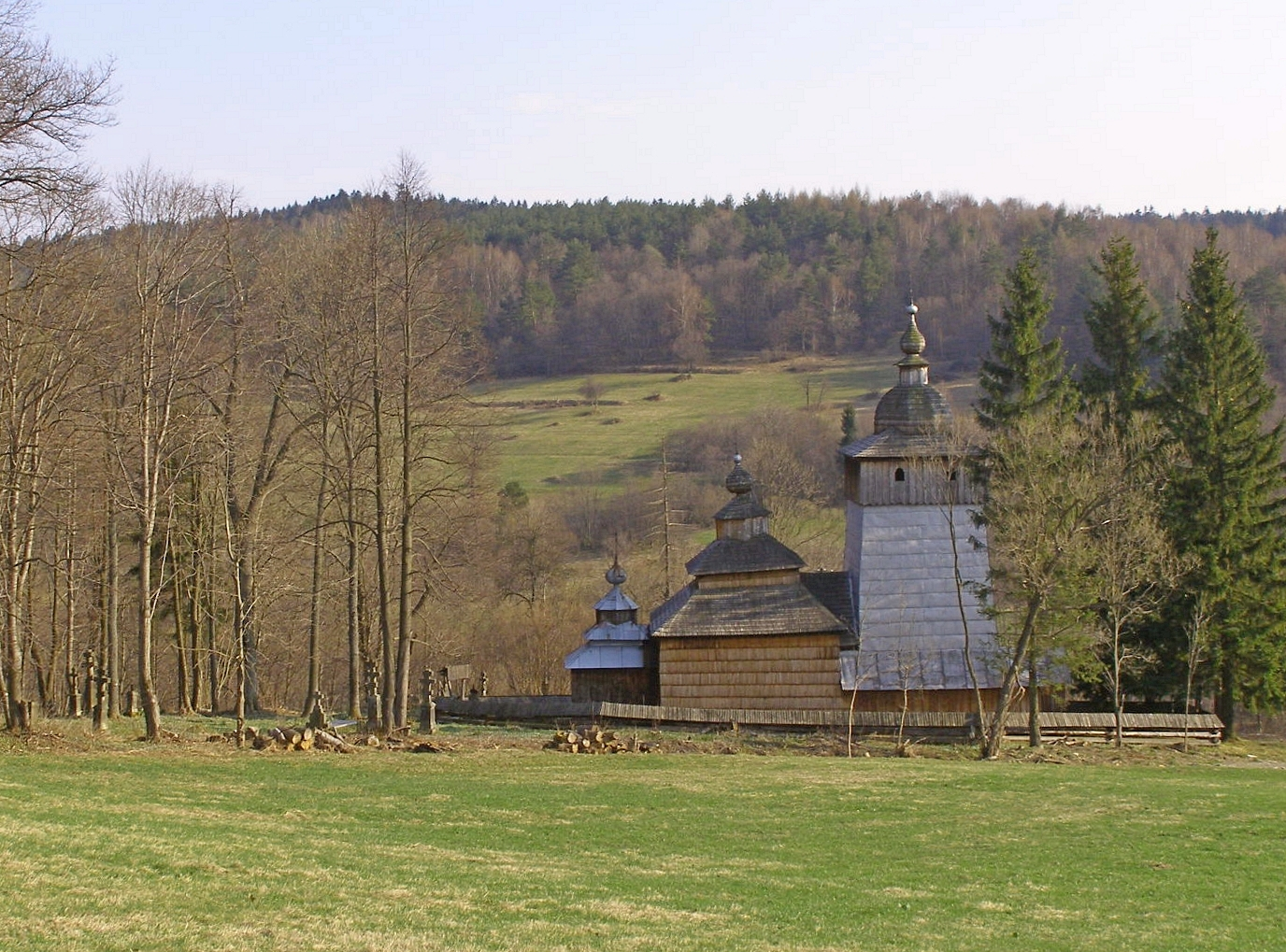
Od strony północnej